# Allobaccha picta
Allobaccha picta là một loài ruồi trong họ Ruồi giả ong (Syrphidae). Loài này được Wiedemann mô tả khoa học đầu tiên năm 1830. Allobaccha picta phân bố ở vùng Châu Phi